# 래브라도

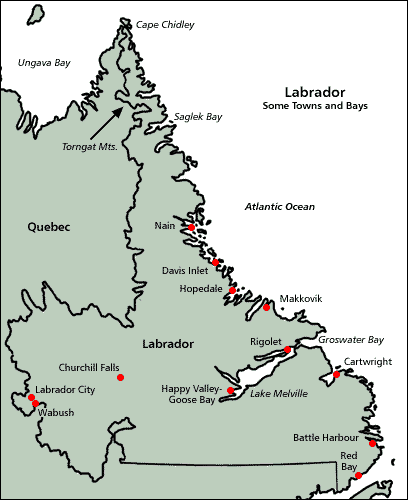
래브라도

래브라도(Labrador)는 캐나다의 대서양 연안 지역이다. 벨아일 해협을 끼고있는 뉴펀들랜드섬과 함께 뉴펀들랜드 래브라도주를 이룬다. 래브라도반도의 동쪽 해안 지역에 해당한다.

## 경계 분쟁
원래 래브라도는 영국령 캐나다와는 별개인 영국의 식민지였다. 래브라도와 캐나다의 남쪽 경계는 1927년에 북위 52도선을 기준으로 확정되었으며, 퀘벡에서는 분수령을 기준으로 해야 한다고 주장하였다. 나중에 뉴펀들랜드섬과 래브라도를 관할하던 뉴펀들랜드 자치령이 캐나다에 가입하면서 캐나다 정부는 이 경계를 법적인 주간 경계로 보고 있다. 그러나 퀘벡주에서는 이 경계를 인정하지 않는 움직임이 있다. 1970년대에 주정부의 관료가 이 경계를 인정한부터 주정부 차원에서 이전 경계를 주장하는 일은 없어왔다. 그러나 2001년 퀘벡 주의 두 장관은 퀘벡 주는 1927년에 정해진 국경을 인정한 적이 없다고 주장하였다.

## 같이 보기
- 누나트시아부트